# جمع

جمع التفاحات 3+2=5

الجمع هو عملية رياضية تُبنى عليه فكرة ضم مجموعتين من الأشياء في مجموعة واحدة. وتكرار الجمع هو أبسط أنواع العد. والقيام بالجمع هو أحد أبسط المهام العددية، ويمكن للأطفال الذين يبلغ عمرهم خمس سنوات، بل بعض الحيوانات، القيام بها.

## علامة الجمع ومصطلحاته

علامة زائد

تُكتب عملية الجمع باستخدام علامة زائد + بين العددين، وتكون النتيجة تالية لعلامة يساوي =. قد يسمى هذا الترميز بالترميز المقحم. على سبيل المثال:
{\displaystyle 1+1=2} تُلفظ واحد زائد واحد يساوي اثنين،
{\displaystyle 2+2=4} تُلفظ اثنان زائد اثنان تساوي أربعة،
{\displaystyle 3+3=6} تُلفظ ثلاثة زائد ثلاثة تساوي ستة،
{\displaystyle 5+4+2=11} (انظر إلى خاصية التجميعية أسفله)
{\displaystyle 3+3+3+3=12} (انظر إلى الجداء أسفله)
هناك في بعض الأحيان يُفهم وجود جمع برغم عدم وجود علامة زائد:
- عندما تكون الأعداد فوق بعضها البعض مع وضح خط تحت العدد الأخير، فعندئذ يُفهم أن المجموع هو ما يكون تحت الخط.
- وأيضا بالنسبة للكسور فإن وضع الكسر ملاصقا للعدد يعني جمعهما معا مثل: 3½ = 3 + ½ = 3.5.

وتعرف عادة الأعداد المجموعة بالحدود أو المكونات الجمعية أو الأعداد المضافة.
[[ملف:AdditionVertical.svg|يسار|تصغير|{{بدون لف|حدود عملية الجمع جاءت على شكل عمودي. الخط الأفقي يكافئ علامة التساوي والعدد الذي أسفله هو ناتج العملية : 5 + 12 = 17]]

بدون لف|حدود عملية الجمع جاءت على شكل عمودي. الخط الأفقي يكافئ علامة التساوي والعدد الذي أسفله هو ناتج العملية : 5 + 12 = 17

يمكن أن يُرمز إلى مجموع متسلسلة باستعمال الحرف الإغريقي سيغما في شكله الكبير، كما يبين المثال التالي:
{\displaystyle \sum _{k=1}^{5}k^{2}=1^{2}+2^{2}+3^{2}+4^{2}+5^{2}=55.}

## تفسيرات
يُستخدم الجمع نموذجا للتعبير عن كافة العمليات الطبيعية، وحتى في أبسط حالات إضافة الأعداد الطبيعية، فهناك العديد من التفسيرات لذلك، وهناك أيضا العديد من التصويرات المرئية للجمع.

### جمع المجموعات
ربما يكمن أكثر تفسيرات الجمع بساطة في فكرة جمع المجموعات:
عندما يتم جمع مجموعتين لتصبحان مجموعة مفردة، فإن عدد الأشياء الموجودة في المجموعة المفردة يساوي عدد الأشياء في المجموعتين الأصليتين.
ويمكن بسهولة تصور هذا التفسير على نحو مرئي بدون إبهام، وهذا التفسير هام أيضا في المستويات العليا في الرياضيات، إلا أنه يصعب الامتداد به ليشمل الأعداد الكسرية أو الأعداد السالبة. إلا أنه للتغلب على هذا النقص يمكن اعتبار الأشياء في المجموعة أنها يمكن تقسيمها بسهولة، مثل الفطائر أو العصي المقسمة، وبدلا من أن نتصور مجرد جمع الأقسام معا، يمكن تصور وضع العصاتين بحيث يكون طرف إحداهما ملاصقا لطرف الأخرى، فيكون الطول الكلي لهما هو مجموع طول كل منها.

### مد الطول
هناك تفسير آخر للجمع وهو مد طول قطعة ما بمقدار معين. وعندما يمتد الطول الأصلي بهذا المقدار، يكون الطول النهائي للقطعة هو الطول الأصلي مجموعا عليه طول الامتداد. ويمكن تصوير ذلك على خط الأعداد، فمثلا بالنسبة لعملية الجمع 2 + 4 = 6 فهي مكافئة للانتقال بمقدار 2 على خط الأعداد يتلوها الانتقال بمقدار 4، فيكون الناتج مساويا لانتقال بمقدار 6. وعلى هذا المنوال يمكن تفسير مجموع a + b عمليةً ثنائيةً تضيف مقدار b من الوحدات إلى a.

## خواص عملية الجمع

### الإبدال
الجمع عملية تبديلية. يعني هذا إمكانية عكس أماكن الحدود ويظل الناتج كما هو. مثلا 4 + 2 = 2 + 4. أو رمزيا	a + b = b + a. عملية الضرب على سبيل المثال هي أيضا عملية تبديلية. ولكن ليست جميع العمليات الثنائية تبديلية، كمثال عمليتا الطرح والقسمة.

### التجميعية
الجمع عملية تجميعية؛ أي عند جمع أكثر من عدد، فإنه يمكن وضع أقواس حول مجموع أي حدين أو أكثر حيث يدمجان معا ويضاف مجموعهما إلى باقي الحدود، ولا يحتلف الناتج باختلاف الحدود المدمجة. فمثلا:
2+(1+3) = (2+1)+3
وأيضا فإن a + b + c يمكن التعبير عنها: a + b) + c) أو (a + (b + c بدون اختلاف في الناتج. ليست جميع العمليات تجميعيةً. عملية الطرح، على سبيل المثال، ليست تجميعية. انظر إلى ترتيب العمليات الحسابية.

### المحايد الجمعي
يسمى الصفر العنصر الحيادي للجمع لأنه إذا جمع مع أي عدد آخر يكون الناتج هو العدد نفسه. على سبيل المثال، {\displaystyle 5=5+0} وبشكل عام، تكتب المعادلة كما يلي:
{\displaystyle a=a+0}

### المعاكس الجمعي
يسمى a- المعاكس الجمعي لأنه إذا جُمع مع العدد a يكون الناتج هو العنصر المحايد للجمع وهو الصفر. كذلك العدد a هو المعاكس الجمعي للعدد a-. على سبيل المثال، 4- هو المعاكس الجمعي للعدد 4 و 4 هو المعاكس الجمعي للعدد 4- لأن {\displaystyle -4+4=4+-4=0}. تكتب المعادلة بشكل عام كما يلي:
{\displaystyle a+-a=-a+a=0}

### الوحدات
من أجل إضافة الكميات الفيزيائية بشكل صحيح لابد من أن يكون التعبير عن الحدود المجموعة بنفس الوحدات، فلا يمكننا إضافة 520 سم من طول الحبل مثلا إلى ثلاثة أمتار من طوله، فإذن لابد من تحويل أحدهما إلى الوحدة الأخرى. وأيضا لابد من ملاحظة أنه لا يمكن جمع كميات فيزيائية مختلفة، فلا يمكن جمع الوزن والطول معا في أي حال من الأحوال.

## الجمع أساسا لباقي العمليات
الجمع هو أساس كافة العمليات الحسابية، فهو أساس عملية الطرح، حيث يعد الطرح عملية جمع القيمة السالبة لعدد ما إلى عدد آخر. ويعد الضرب هو تكرار جمع عدد معين إلى نفسه عددا من المرات. ومن عملية الضرب تنشأ القسمة والأسس واللوغاريتمات وغيرها.

## تعميمات

### الجمع في الجبر التجريدي
في الجبر الخطي، فضاء متجهي هو بنية جبرية تمكن من جمع المتجهات.
في الحسابيات النمطية، مجموعة الأعداد الطبيعية بتردد 12 هي مجموعة تحتوي على 12 عنصرا (من الصفر إلى 11). ومجموعة الأعداد الطبيعية بتردد 2 هي مجموعة تحتوي على عنصرين فقط هما الصفر والواحد. تُعرف عملية الجمع داخل هاته المجموعة باسم الجبر البولياني.

## وصلات خارجية
- برامج لتعليم الحساب